# Right on Track
Right on Track is een televisiefilm van Disney Channel (Disney Channel Original Movie) onder regie van Duwayne Dunham. De film werd in de Verenigde Staten voor het eerst uitgezonden op 21 maart 2003. In Nederland was dat op 29 september 2007.
De film, waarin Beverly Mitchell en Brie Larson de hoofdrollen hebben, vertelt het waargebeurde verhaal van Erica en Courtney Sanders, twee zussen die op jonge leeftijd bekende raceautocoureurs worden.